# 珀斯 (安大略省)
珀斯是加拿大安大略省東南部拉納克縣一鎮，為該縣的縣治，離首都渥太華西南約83（52英里）。據2011年加拿大人口普查所示，珀斯有5840名居民。

## 歷史
北美的1812年戰爭和歐洲的拿破侖戰爭相繼結束後，大批英國軍人從戰場返回家鄉，令當地經濟出現過剩人口；另一方面，英國政府亦希望增加上加拿大内陸地區的人口，並將該處建立為聖羅倫斯河沿岸以外的第二道防線以抵禦美國再度入侵。英國政府遂鼓勵退役軍人遷至此處，並於1816年在現拉納克縣境内設立德拉蒙鄉（Drummond）來安置殖民。德拉蒙鄉内的主要聚落珀斯亦於1816年形成，以蘇格蘭的珀斯命名，並成為巴佛士區（District of Bathurst）的行政中心。
巴佛士區於1849年取消，其行政功能從1850年起由以拉納克縣與倫弗魯縣組成的兩縣聯合政府取代，其行政中心維持於珀斯。珀斯於1851年正式設立地方政府，1853年獲准改制為鎮，並於1854年1月1日正式改設為鎮。兩縣聯合政府於1866年正式解散，拉納克縣於同年8月23日正式成立縣級政府，縣治保留於珀斯並維持至今。

## 交通
安大略7號省道（橫加公路）為鎮内的主要幹道，向西通往彼得堡、卡沃薩湖市以至大多倫多地區北部，向東北經卡爾頓普雷斯通往渥太華市外圍。

### 引用書籍
- J. Balfour. . Toronto: Thompson & Company. 1855.
- Howard Morton Brown. . Renfrew, Ontario: General Store Publishing House. 2007. ISBN 9781897113622.

## 外部連結
- 维基共享资源上的相關多媒體資源：珀斯
- （英文）Town of Perth Archive.today的存檔，存档日期2013-01-31－珀斯鎮政府官方網站